# Fridrik Rukavina
Fridrik Rukavina, hrvaški dirigent in režiser, * 28. oktober 1883, Pulj, Istra, † 27. oktober 1940, Novi Marof.

## Življenje
Glasbo je študiral v Zagrebu, privatno tudi pri Ivanu Zajcu, na Dunaju, v Pragi in Milanu. 
Kot korepetitor in dirigent je sprva deloval v Lvovu, Lublinu, Varšavi, ZDA in Italiji.
Od leta 1914 do 1918 je bil dirigent v zagrebški Operi, nato pa do leta 1925 dirigent in direktor v ljubljanski Operi. Tu je dirigiral pretežno popularni repertoar, kar nekaj predstav je tudi sam režiral. V takrat komaj ponovno oživljenem ljubljanskem opernem gledališču je zastavil zelo ambiciozen načrt, ku mu ga je z ansamblom uspelo doseči. Njegovo delo je nato zelo smelo nadgradil Mirko Polič. 
Rukavina je kasneje deloval še v Osijeku in ponovno v Zagrebu, med letoma 1929 in 1938 je deloval v Pragi kot dirigent v praški Operi in tamkajšnji filharmoniji.
1. ↑  https://www.slovenska-biografija.si/oseba/sbi526094/